# Berechet (cartier în Constanța)
Berechet este un cartier în Constanța, care se învecinează cu cartierele Palas, Medeea,  I.C.Brătianu, Halta Traian și Inel II.

 Acest articol despre o localitate din județul Constanța este deocamdată un ciot. Puteți ajuta Wikipedia prin completarea lui.